# John Middleton Murry
John Middleton Murry (n. 6 august 1889, Greater London, Anglia, Regatul Unit al Marii Britanii și Irlandei – d. 12 martie 1957, Londra, Anglia, Regatul Unit) a fost un critic literar, prozator și poet englez.
Opera sa a fost influențată de Katherine Mansfield (care i-a devenit soție în 1918) și de D. H. Lawrence.
Studiile sale critice se remarcă prin erudiție clasică și filozofică.
A condus revistele literare Athaeneum și The Adelphi.

## Scrieri

### Poezie
- 1918: Poems 1917–18 („Poezii 1917–18”).

### Proză
- 1916: Still Life („Natură moartă”);
- 1922:The Things We Are („Lucrurile care suntem”)

### Critică literară
- 1916: Fyodor Dostoevsky: A Critical Study;
- 1920: Aspects of Literature („Aspecte ale literaturii”);
- 1922: The Problem of Style („Problema stilului”);
- 1925: Keats and Shakespeare („Keats și Shakespeare”);
- 1930: D .H. Lawrence;
- 1933: William Blake;
- 1933: The Biography of Katherine Mansfield („Biografia Katherinei Mansfield”);
- 1935: Between Two Worlds („Între două lumi”), autobiografie;
- 1955: Jonathan Swift.